# Xantholinus fortepunctatus
Xantholinus fortepunctatus – gatunek chrząszcza z rodziny kusakowatych i podrodziny kusaków.

## Taksonomia
Gatunek ten opisany został po raz pierwszy w 1860 roku przez Wiktora Moczulskiego. Jako lokalizację typową wskazano Kaukaz.

## Morfologia
Chrząszcz o wąskim, silnie wydłużonym ciele długości od 10 do 12 mm. Głowa jest czarna z czerwonobrunatnymi czułkami i głaszczkami, o trzykrotnie dłuższych od oczu skroniach. Przedplecze jest w całości koralowoczerwone. Na jego powierzchni występują grzbietowe szeregi od 10 do 14 punktów, brak zaś mikrorzeźbienia. Pokrywy są krótkie. Odwłok jest całkowicie czarny, z wyraźniejszą niż u wydłużaka borowego mikrorzeźbą na tergitach. Cztery pierwsze tergity nie mają poprzecznych wgnieceń u nasady. Genitalia samca mają endofallus z drobnymi kolcami ziarenkowatymi w części nasadowej i większymi kolcami w części wierzchołkowej.

## Ekologia i występowanie
Owad ten zasiedla zbiorowiska kserotermiczne od nizin po rejony podgórskie. Spotykany jest na nasłonecznionych zboczach wzgórz i pagórków wapiennych i piaszczystych, a także w żwirowniach i piaskowniach. Bytuje wśród rozkładających się szczątków roślinnych, kęp traw, mchów i pod kamieniami.
Gatunek palearktyczny, znany z Polski, Ukrainy, Mołdawii, południowej części Rosji, Gruzji, Armenii, Azerbejdżanu, Turcji, Kazachstanu, Turkmenistanu, Uzbekistanu, Tadżykistanu i Iranu. W Polsce stwierdzany w Sudetach Zachodnich, na Górnym Śląsku i Wyżynie Małopolskiej.